# 크로스 (드라마)
《크로스》는 2018년 1월 29일부터 2018년 3월 20일까지 tvN에서 방영된 월화 드라마이다. 조재현 (고정훈 역)이 성추문에 휩싸여 하차를 결정했으며 이 과정에서 종영 4회를 앞두고 조재현이 맡은 캐릭터가 갑작스럽게 사망처리됐다.

## 줄거리
복수를 위해 의사가 됐으나 원수를 살려야 하는 운명에 처한 한 남자의 이야기.

## 등장 인물

### 주요 인물
- 고경표 : 강인규 역 (아역 엄지성) - 신광교도소 의무사무관 → 선림병원 레지던트 4년차
- 조재현 : 고정훈 역 - 선림병원 장기이식센터장(도중하차)
- 전소민 : 고지인 역 - 고정훈의 외동딸, 선림병원 장기이식 코디네이터

### 선림병원 사람들
- 진이한 : 이주혁 역 - 병원장 아들, 장기이식센터 전문의
- 양진성 : 손연희 역 - 이사장 딸, 응급의학과 전문의
- 장광 : 손영식 역 - 이사장
- 김종구 : 이상훈 역 - 병원장
- 김병춘 : 박도겸 역 - 마취과 전문의
- 장희웅 : 홍우현 역 - 장기이식센터 펠로우

### 신광교도소 사람들
- 허성태 : 김형범 역 - 무기수
- 유승목 : 백지남 역 - 의무과장
- 박진우 : 나안일 역 - 교도소 부소장
- 우현 : 노종일 역 - 교도소장

### 그 외 인물
- 서우진 : 하관우 역 - 응급의료센터 인턴
- 정도원 : 고만식 역
- 이우신 : 노진태 의원 역
- 강지은 : 노진태 의원의 부인 역
- 유순웅 : 백규상 역 - 교도소 재소자
- 최희진 : 간호과장 역
- 전진기 : 강대수 역 - 강인규의 아버지
- 남경민
- 한혜지
- 김예은
- 라희선
- 신우겸 : 응급실 레지던트 역
- 정호승
- 홍성호 : 노진태 의원의 보좌관 역
- 엄옥란
- 국중용
- 문호진
- 김동규
- 전정일 : 국과수팀장 역
- 노진영
- 최은서 : 강인주 역 - 강인규의 동생
- 황다은 : 별이 역 - 백규상 손녀
- 채민희 : 백경서 역 - 백규상 딸
- 최재섭 : 홍보실장 역
- 송경의
- 손선근
- 하민 : 선림병원 소아과장 역
- 임진택
- 하회정 : 백성호 역 - 백지남 아들
- 우기훈
- 유장영
- 이은채
- 김현
- 박건락
- 권해성
- 지성근
- 김태준
- 박용수 : 한웅그룹 최 회장 역
- 손성찬
- 오진하 : 최선미 역 - 최 회장 딸
- 홍주형
- 김지은 : 사회복지과 직원 역
- 차승호
- 강보라
- 최세아
- 배영지
- 신연숙 : 이길상의 아내 역
- 정은표 : 김철호 역 - 동한의 아버지
- 이경훈 : 동한 역
- 김서현 : 이길상 역
- 김기무
- 송창규
- 조승연
- 최규환
- 홍지원
- 이수인

### 특별출연
- 이한위 : 신경외과장 역
- 이수민 : 김은지 역

## 촬영지
- 舊 장흥교도소
- 가톨릭대학교 서울성모병원

## 시청률
최저 시청률과 최고 시청률은 시청률 조사회사와 지역별로 시청률에 차이가 있을 수 있습니다.
| 2018년 | 2018년   | 2018년     | 2018년      |
| 회차   | 방송일   | AGB 시청률 | TNmS 시청률 |
| ------ | -------- | ---------- | ----------- |
| 제1회  | 1월 29일 | 3.877%     | 3.7%        |
| 제2회  | 1월 30일 | 3.930%     | 3.9%        |
| 제3회  | 2월 5일  | 4.493%     | 4.4%        |
| 제4회  | 2월 6일  | 4.733%     | 4.1%        |
| 제5회  | 2월 12일 | 4.257%     | 3.6%        |
| 제6회  | 2월 13일 | 4.575%     | 4.0%        |
| 제7회  | 2월 19일 | 3.224%     | 3.6%        |
| 제8회  | 2월 20일 | 4.194%     | 3.6%        |
| 제9회  | 2월 26일 | 3.224%     | 3.2%        |
| 제10회 | 2월 27일 | 3.671%     | 3.7%        |
| 제11회 | 3월 5일  | 3.181%     | 2.9%        |
| 제12회 | 3월 6일  | 3.421%     | 4.0%        |
| 제13회 | 3월 12일 | 3.103%     | 2.9%        |
| 제14회 | 3월 13일 | 3.398%     | 3.5%        |
| 제15회 | 3월 19일 | 3.292%     | 3.4%        |
| 제16회 | 3월 20일 | 4.222%     | 4.2%        |

## OST
- Part.1 : I Sweet (솔튼 페이퍼) (발매일 : 2018년 2월 6일)
- Part.2 : Thousand Times (사무엘) (발매일 : 2018년 2월 13일)
- Part.3 : Childhood (최고은) (발매일 : 2018년 2월 20일)
- Part.4 : 나만 혼자 (길구봉구) (발매일 : 2018년 3월 6일)
- Part.5 : 원하고 바래요 (태하, 아인) (발매일 : 2018년 3월 13일)

## 같이 보기
- 대한민국의 텔레비전 드라마 목록 (ㅋ)
- 2018년 대한민국의 텔레비전 드라마 목록